# They Might Be Giants
Pour l'album homonyme, voir They Might Be Giants (album).
They Might Be Giants est un groupe de pop et rock alternatif américain, originaire de Brooklyn, à New York. Formé en 1982, il s'est fait principalement connaître en Europe avec le célèbre générique de la série américaine Malcolm intitulé Boss of Me.

## Biographie

### Origines et débuts (1982–1989)
Deux adolescents portant le même prénom, John, se rencontrent à l'université de Lincoln, Massachusetts. Ils commencent alors à faire quelques chansons. Leur groupe prend le nom de They Might Be Giants en référence au film du même nom sorti en 1971. Leurs vrais débuts se font en 1985, avec l'enregistrement de leur premier album éponyme et quelques concerts qu'ils donnent dans leur quartier, à New York. En 1982, ils avaient déjà enregistré quelques morceaux sur cassette audio.
Durant cette période, They Might Be Giants n'est encore qu'un duo. En 1982, ils commencent à écrire et jouer leur propre musique dans leur quartier de New York, avec Flansburgh à la guitare et Linnell à l'accordéon et au saxophone. Ils sont accompagnés d'une boîte à rythme, d'une batterie électronique et d'une bande son instrumentale enregistrée sur cassette audio. Leur instrumentation atypique, leur originalité, tant dans leur musique que dans leurs paroles (sujets inhabituels, jeux de mots inattendus…) attire beaucoup l'attention des habitants de leur quartier. Sur scène, ils versent parfois dans le comique absurde et portent des costumes trop grands pour eux, avec parfois des têtes en carton représentant William Allen White. Ils ont utilisé ces mêmes têtes dans leur premier clip, Don't Let's Start, en 1986.
Le duo a dû mettre quelque temps son aventure entre parenthèses, Linnell s'étant cassé le poignet dans un accident de vélo et Flansburgh ayant retrouvé son appartement cambriolé un soir. Durant cette pause, ils commencent à enregistrer leurs chansons sur une boîte vocale et publient le numéro de téléphone associé dans des journaux locaux comme le Village Voice, utilisant le terme « dial-a-song ». Ils enregistrent également des morceaux sur cassette audio, ce qui leur a valu un article dans le magazine People. Cet article attire l'attention de Bar/None Records, qui signe peu de temps après avec They Might Be Giants pour un enregistrement.
C'est ainsi que TMBG enregistre en 1986 leur premier album, They Might Be Giants, qui devient vite un succès. Le clip de Don't Let's Start, réalisé au New York Pavilion dans le Queens, devient un tube sur MTV. Grâce à cette médiatisation, la musique de TMBG attire de plus en plus de fans. En 1988, ils sortent Lincoln, leur second album, nommé ainsi en référence à la ville où se sont rencontrés les deux John. Cet album est porté par le single Ana Ng, classé numéro 11 de l'US Modern Rock.

### Période Elektra (1990–1992)
En 1989, TMBG signe avec Elektra Records et publie Flood en 1990. Flood devient disque d'or, porté par les singles Birdhouse in Your Soul et Istanbul (Not Constantinople) classés respectivement numéro 3 et 5 à l'US Modern Rock Charts. Un regain d'intérêt se fait sentir pour le duo lorsque Istanbul (Not Constantinople) et Particle Man sont utilisées par Warner Bros pour Les Tiny Toons.
En 1991, Bar/None Records publie Miscellaneous T (en français : Divers T), une compilation de faces-B.  Ce titre réfère au rayon des magasins de disques où les albums de TMBG étaient rangés, mais aussi à la nature éclectique, diversifiée, des chansons du duo. Au début de 1992, TMBG sort Apollo 18. Le thème de l'espace est relatif à la nomination des deux John nommés comme ambassadeurs musicaux pour l'Année Internationale de l'Espace. Les singles issus de cet album sont The Statue Got Me High, The Guitar (The Lion Sleeps Tonight), I Palindrome I et My Evil Twin. Apollo 18 est connu pour être un des premiers albums à avoir été mixé de sorte à simuler la fonction « lecture aléatoire » des lecteurs CD. En effet, le morceau Fingertips  comprend vingt-et-un sous-morceaux — de courts extraits qui ne sont pas assemblés pour faire une seule chanson, mais qui sont joués de façon aléatoire, pouvant ainsi être dispersés parmi les autres morceaux de l'album. À cause d'erreurs de mixage, les versions britannique et australienne d'Apollo 18 ne bénéficient pas de cet effet, ainsi le morceau Fingertips est lu comme une simple suite de courts extraits.

### Meilleure formation (1992-1998)
Après Apollo 18, Flansburgh et Linnell décident de changer la configuration de leur duo, en place depuis 1982, pour monter un groupe avec de vrais musiciens pour les concerts et non plus des bandes sonores. Ainsi, après 1992, TMBG compte parmi ses membres Kurt Hoffman, claviériste des Ordinaries, Tony Maimone, bassiste de Pere Ubu et le batteur Jonathan Feinberg. TMBG enregistre John Henry en 1994. C'est le premier album des deux John enregistré avec un « vrai » groupe. Influencé par une pop-rock un peu plus conventionnelle, cet album marque un changement de style, avec des guitares bien plus présentes.
L'album suivant, Factory Showroom, est réalisé en 1996. Le groupe arbore un autre style, différent de John Henry, et retrouvant diverses sonorités de leurs trois premiers albums, malgré la présence de deux guitaristes, Flansburgh et le nouveau, Eric Schermerhorn, jouant plusieurs solos guitare sur l'album.
TMBG quitte Elektra Records après avoir refusé une tournée de promotion et quelques désaccords, entre autres. En 1998, le groupe sort un album live, Severe Tire Damage, avec un enregistrement studio, Doctor Worm.

### Après Elektra (1998–2003)
Durant les années 1990, TMBG ont utilisé Internet de manière très innovante et ce dès 1992. En 1999, le groupe devient le tout premier groupe à réaliser un album au format mp3 exclusivement à la vente sur Internet. Il s'agit de Long Tall Weekend commercialisé via Emusic. Toujours en 1999, le groupe compose Dr. Evil pour le film Austin Powers 2 : L'Espion qui m'a tirée. En plus de leur carrière, TMBG contribue de nombreuses fois à des bandes originales de films ou séries télé, notamment The Oblongs, Brave New World et Ed and His Dead Mother, Resident Life, Higglytown Heroes, et la plus connue en France, le générique de la célèbre série Malcolm.
Durant cette période, TMBG travaille en parallèle sur un projet pour McSweeney's, une compagnie éditant un journal littéraire. Le morceau Boss of Me, le générique de la célèbre série Malcolm in the Middle, aiguille encore une nouvelle vague de curieux vers TMBG.  Mais il ne s'agit pas de la seule chanson du groupe utilisée dans les épisodes de cette série, par exemple les morceaux Pencil rain et Till my Head Falls off, parmi d'autres.  Grâce à Boss of Me, le groupe est classé au Top 40 britannique, participe à un numéro de Top of the Pops et remporte le Grammy Award en 2002, dans la catégorie « meilleur générique de film, série et œuvre audiovisuelle ».
En 2001, TMBG publie Mink Car sous le label Restless Records. L'enregistrement de cet album, est filmé pour un documentaire supervisé par AJ Schnack, intitulé Gigantic (A Tale of Two Johns). Ce film, sorti en DVD en 2003, est salué par la critique, remporte plusieurs prix et a figuré dans une dizaine de festivals cinématographiques. En 2002, TMBG réalise No!, son premier album « pour toute la famille ». Cet album au format CD-Rom inclut une animation interactive pour la plupart des morceaux. En 2003, le groupe publie son premier livre Bed, Bed, Bed, un livre illustré pour enfants, vendu avec un CD au format EP.

### Continuité (depuis 2004)

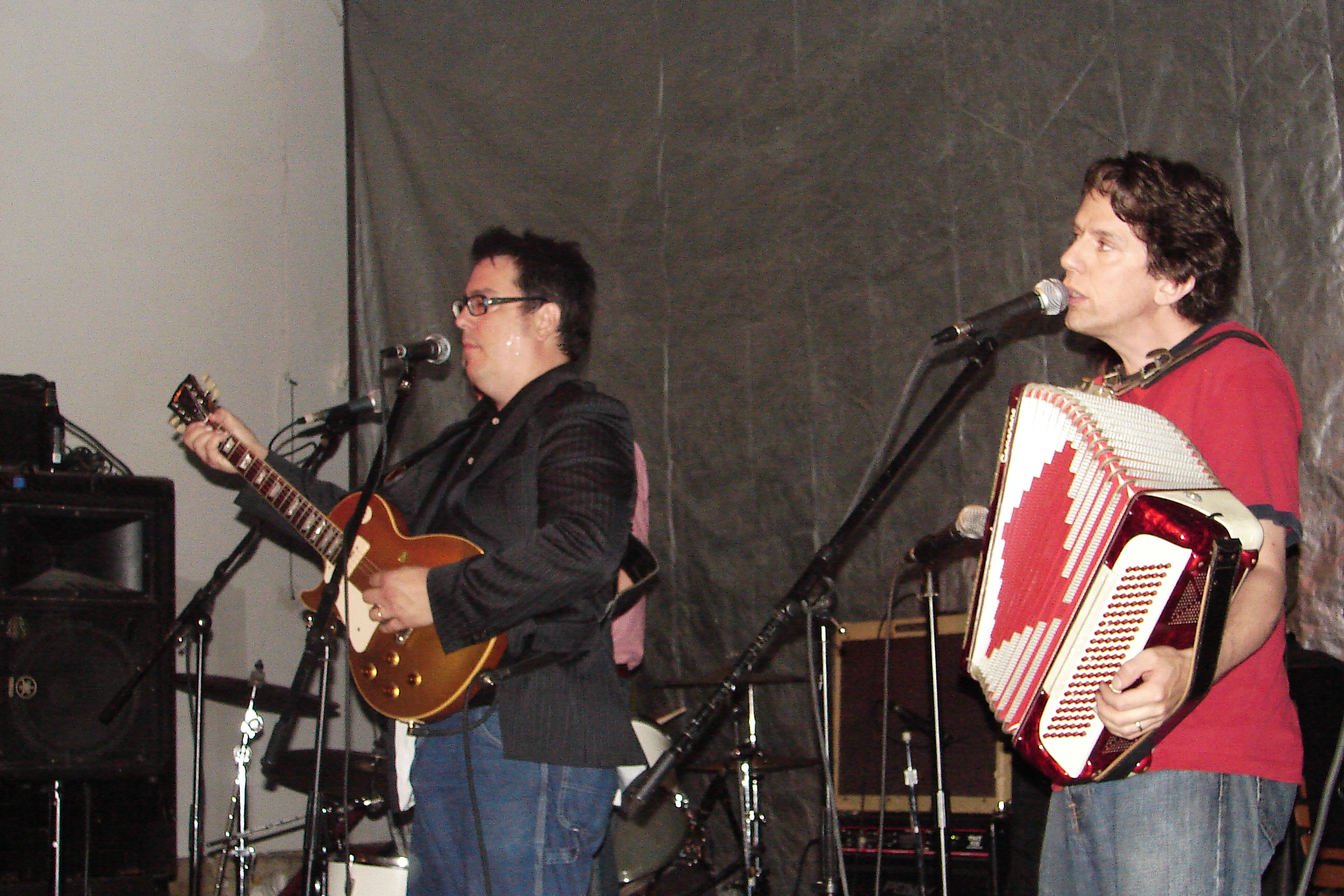
They Might Be Giants au Bar None, de Brooklyn, à New York.

En 2004, le groupe lance l'EP Indestructible Object. Il est suivi de l'album The Spine, et d'un autre EP, The Spine Surfs Alone. Pour le premier single de l'album, Experimental Film, TMBG s'associe avec les créateurs de Homestar Runner, Matt et Mike Chapman pour créer un clip animé. Ils enregistrent plus tard une nouvelle chanson pour Strong Bad, où Linnell fournira la voix pour les Poopsmith.
TMBG contribuera aussi à la compilation Future Soundtrack for America. Ils contribuent aussi à Tippecanoe and Tyler too une compilation publiée par Barsuk, et qui fait participer des groupes comme Death Cab for Cutie, The Flaming Lips, et Bright Eyes. L'argent sera reversés à des organisations comme Music for America et MoveOn.org. La même année, le groupe est invité à doubler dans la sitcom Home Movies de Cartoon Network.
En 2005, ils reprennent la chanson Through Being Cool de Devo dans le film de Disney, L'École fantastique. En 2006, ils enregistrent 14 chansons pour la campagne America Runs on Dunkin de Dunkin' Donutsdont Things I Like to Do, Pleather, et Fritalian. Ils enregistrent aussi There's a Great Big Beautiful Tomorrow pour le film Bienvenue chez les Robinson et jouent la chanson du Drinky Crow Show. Le groupe est recruté pour enregistrer la bande-son du film d'animation Coraline, mais sera renvoyé leur chanson n'étant pas assez « morbide ». Seule une chanson, intitulée Other Father Song, est gardée pour le film.
Leur douzième album, The Else, est publié le 10 juillet 2007, chez Idlewild Recordings (et distribué par Zoë Records pour la version CD). Les copies sont distribuées aux chaines de radio à la mi-juin 2007. L'album est produit par Pat Dillett (David Byrne) et les frères Dust (Beck, Beastie Boys). Le 12 février, They Might Be Giants jouent la chanson The Mesopotamians de l'album au Late Night with Conan O'Brien.
Le 8 mars 2016, le groupe publie l'album Phone Power, son dix-neuvième.

## Membres

### Membres actuels
- John Flansburgh – chant, guitare (depuis 1982)
- John Linnell – chant, accordéon, claviers, saxophone (depuis 1982)

### Membres de tournée
- Dan Miller – guitare, chœurs (depuis 1998)
- Danny Weinkauf – basse (depuis 1998)
- Marty Beller – batterie, percussions (depuis 2004)

### Anciens membres de tournée
- Kurt Hoffman – claviers (1992–1994)
- Tony Maimone – basse (1992–1995)
- Jonathan Feinber – batterie (1992)
- Brian Doherty – batterie (1993–1997)
- Graham Maby – basse (1996–1997)
- Eric Schermerhorn – guitare (1996–1998)
- Dan Hickey – batterie (1997–2004)
- Hal Cragin – basse (1997–1998)

## Discographie

### Albums studio
- 1986 : They Might Be Giants
- 1988 : Lincoln
- 1990 : Flood
- 1992 : Apollo 18
- 1994 : John Henry
- 1996 : Factory Showroom
- 1999 : Long Tall Weekend
- 2001 : Mink Car
- 2002 : No!
- 2004 : The Spine
- 2006 : Here Come the ABCs
- 2007 : The Else
- 2007 : Here Come the 123s
- 2009 : Here Comes Science
- 2011 : Join Us
- 2013 : Nanobots
- 2015 : Why?
- 2016 : Phone Power
- 2018 : I Like Fun
- 2021:  BOOK

### Singles
- 1988 : Ana Ng
- 1990 : Birdhouse in Your Soul
- 1990 : Twisting
- 2009 : Other Father Song (une des chansons du film Coraline de Henry Selick)